# Learmonth White Dalrymple
Learmonth White Dalrymple, född 1827, död 1906, var en nyzeeländsk skolledare och pionjär för kvinnors utbildning. Hon grundade 1871 den första flickskolan på Nya Zeeland, Otago Girls' High School, och låg också bakom det faktum att kvinnor fick tillträde till Nya Zeelands universitet samma år. 